# Спорт у Греції

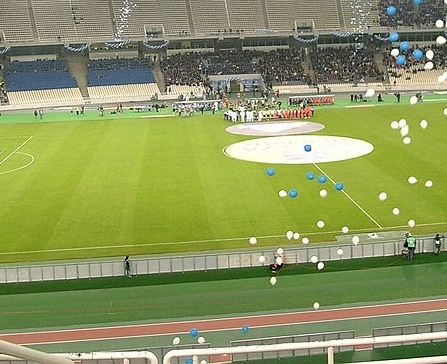
Олімпійський стадіон в Афінах

Греція — батьківщина Олімпійських ігор. Спорт популярний тут з часів стародавніх міст-держав. Про значимість спорту в Греції свідчить той факт, що на час проведення Олімпійських ігор припинялися всі війни між греками. У сучасній Греції спорт також не втратив актуальності. 1896 року в Афінах були проведені перші Олімпійські ігри сучасності, у яких взяли участь 13 країн. 2004 року Греція знову прийняла у себе Олімпійські ігри. У них брало участь вже 211 держав. Були побудовані нові спортивні споруди із застосуванням новітніх технологій.
Сьогодні найпопулярніші види спорту — футбол, баскетбол і водне поло. У 2004 році Греція стала чемпіоном Європи з футболу, поступившись лише в одному матчі збірній Україні. Грецькі баскетбольні клуби не раз ставали переможцями численних європейських турнірів. Греція, поряд з Радянським Союзом — єдині за всю історію країни, збірні яких носили одночасно, у футболі і в баскетболі, титул чемпіонів Європи.

## Футбол

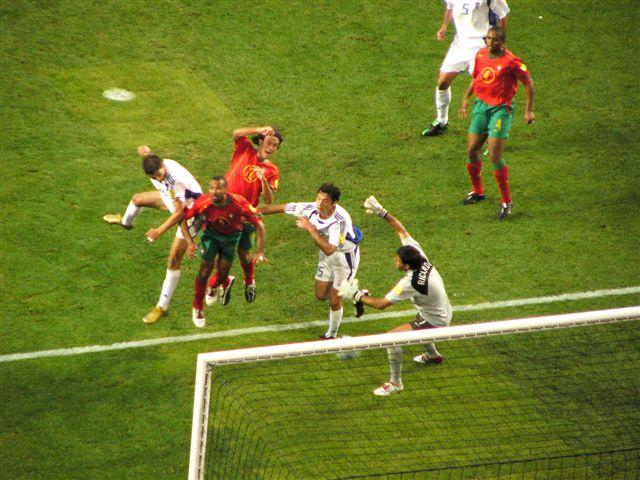
Переможний гол Ангелоса Харістеаса в фіналі Євро-2004

Збірна Греції з футболу вперше взяла участь у великому міжнародному турнірі в 1980 році, коли стала учасницею фінальної стадії чемпіонату Європи. "Олімпіакос" - єдиний клуб, який виграв турніри УЄФА. Ліга конференцій УЄФА 2024 і Юнацька ліга УЄФА в одному сезоні. З 2001 року греків тренував німець Отто Рехагель, що став рекордсменом за кількістю матчів, проведених біля керма команди (75), а також найстаршим тренером збірної на Чемпіонаті світу 2010 року. Під його керівництвом Греція здобула титул Чемпіону Європи 2004 року. Молодіжна збірна Греції з футболу виходила в фінал на Чемпіонаті Європи в 1988 і 1998 роках, в той час як збірна U-19 були фіналістами Чемпіонату Європи 2007 року.
Офіційний національний чемпіонат Греції з футболу вперше відбувся в сезоні 1927-28. Грецька Суперліга, яка до 2006 року турнір іменувалася Альфа Етнікі, — вища професійна ліга в системі футбольних ліг Греції. Кубок Греції — основний домашній кубок, який вперше був розіграний в сезоні 1931-32. Як у Суперлізі, так і в Кубку домінує «Олімпіакос, Пірей», який є найуспішнішим грецьким клубом. Із «Олімпіакосом» за першість традиційно змагаються столичні «Панатінаїкос» і АЕК.

## Баскетбол
Баскетбол набув популярності в Греції після здобуття клубом АЕК Кубку володарів Кубків 1968 року. Другу хвилю піднесення викликали перемоги на Чемпіонаті Європи з баскетболу 1987 року та особливо 2005 року. Збірна Греції з баскетболу — одна з найсильніших, посідає 4 сходинку у світі. Тричі за історію участі в Олімпійських іграх грецькі баскетболісти займали 5 місце. 2006 року греки стали срібними призерами Чемпіонату світу, 2009 року — бронзовими медалістами Чемпіонату Європи.
Найуспішніші баскетбольні клуби Чемпіонату Греції — Панатінаїкос (31 перемога), Аріс (10 перемог), Олімпіакос (9 пеермог), АЕК (8 перемог) та Панеллініос (6 перемог). 2011 року баскетбольний клуб «Панатінаїкос» вшосте за свою історію став чемпіоном Євроліги, перемігши у фіналі команду «Маккабі» міста Тель-Авів з рахунком 78-70.
Низка грецьких гравців здобула широку популярність завдяки своїм досягненням, серед них Нікос Галіс вважається одним з найвидатніших баскетболістів світу за всю історію спорту, Панайотіс Яннакіс, Панайотіс Фасулас, Фаніс Христодулу, Теодорос Папалукас і Дімітріс Діамантідіс. Серед грецьких гравців, які грали в NBA Ефтіміос Рентзіас, Васіліс Спануліс, Антоніс Фоціс, Андреас Глініадакіс, Джейк Цакалідіс і греко-американці Коста Куфос і Курт Рембіс. Анастасія Костакі та Евантія Мальці — грецькі професійні баскетболістки, які грали у WNBA.

## Волейбол
Волейбол — популярний вид спорту в Греції, яким опікується Грецька федерація волейболу, член CEV. До числа основних досягнень чоловіча збірна команда здобула дві бронзові медалі — одну в Чемпіонаті Європи, а іншу — у Волейбольній Євролізі. П'ята місце греки посідали в змаганнях на Олімпійських іграх і шосте місце в Чемпіонаті світу з волейболу.
Грецька національна ліга A1 Етнікі вважається однією з найсильніших волейбольних ліг в Європі, оскільки грецькі клуби досягли значного успіху в європейських змаганнях. «Олімпіакос» — найуспішніший волейбольний клуб в країні, за свою історію завоював більшість національних чемпіонських титулів. Також «Олімпіакос» — єдиний грецький клуб, який здобував європейські трофеї (два Кубки CEV), двічі ставав фіналістом Ліги Чемпіонів CEV. До фіналу континентальних турнірів також виходили клуби «Іракліс», «Панатінаїкос» і «Орестіада».

## Водне поло

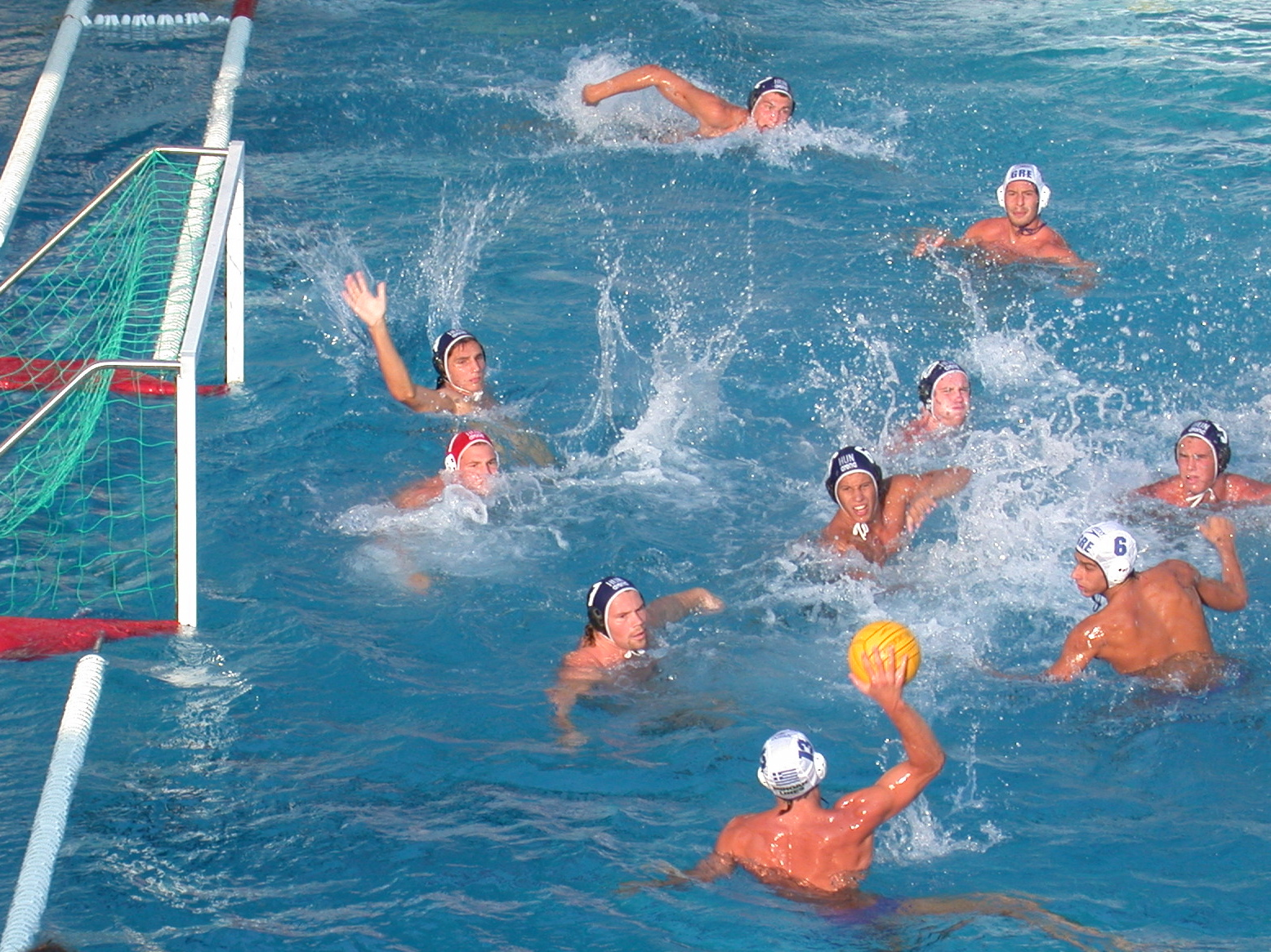
Матч між Грецією та Угорщиною

Грецькі ватерполісти, і чоловіки, і жінки, традиційно сильно показують себе у міжнародних змаганнях. 1997 року чоловіча національна збірна здобула срібні медалі в змаганнях Кубка світу з водного поло, двічі завойовувала бронзові медалі у Світовій лізі водного поло 2004 і 2006 року, бронзову медаль на Чемпіонаті світу з водних видів спорту 2005 року і четверте місце на Олімпійських іграх 2004 року. Грецька жіноча збірна з водного поло виборола срібну медаль на Олімпійських іграх 2004 року, золоті і бронзові медалі у Світовій лізі водного поло відповідно 2005 і 2007 року і срібні медалі на Чемпіонаті Європи 2010 року.
Відповідно грецькі національні ліги з водного поло і серед чоловіків, і серед жінок мають провідні рейтинги в Європі, в той час як кілька грецьких клубів користуються міжнародним успіхом. У змаганнях серед чоловіків «Олімпіакос» і Етнікос, Пірей — найуспішніші клуби в країні. «Олімпіакос» здобував кубок Євроліги LEN і Суперкубок Європи 2002 року. Клуб Вуліагмені ставав переможцем в турнірі Кубка Кубків LEN 1997 року, а клуби Патри і Паніоніос посідали друге місце в розіграші LEN Trophy. У змаганнях серед жінок грецькі клуби також домінують у європейських змаганнях від 2000-х років. «Вуліагмені» — триразовий чемпіон Європи та переможець Len Trophy, жіноча ватерпольна команда клубу Гліфада — дворазовий чемпіон Європи. Жіноча команда Етнікос, Пірей також завоювала Len Trophy, а команда клубу «Олімпіакос» виходила у фінал турніру.

## Важка атлетика

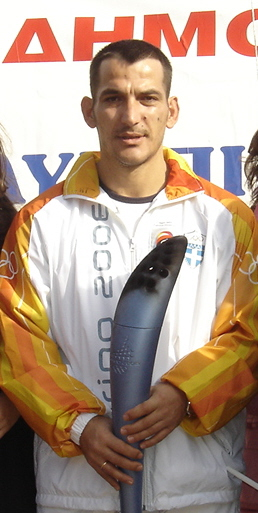
Піррос Дімас

Важка атлетика, ймовірно, — найуспішніший індивідуальний вид спорту для греків. Національна команда регулярно завойовує золоті медалі на Олімпійських іграх та інших міжнародних змаганнях. Грецькі важкоатлети завоювали загалом 15 медалей на Олімпіадах, серед яких 6 золотих, 5 срібних і 4 бронзові медалі.
На Чемпіонатах світу з важкої атлетики грецька команда важкоатлетів завоювала всього 111 медалей (70 у чоловіків і 41 у жінок), з них 26 золотих. Грецькі спортсмени неодноразово встановлювали світові й Олімпійські рекорди, через що грецьку збірну від 1990-х років прозвали «Dream Team». Серед найбільш титулованих грецьких важкоатлетів такі імена:
- Піррос Дімас — триразовий олімпійський чемпіон, багаторазовий чемпіон світу та Європи. Він вважається в усьому світі одним з найвидатніших спортсменів в історії виду спорту.
- Кахі Кахіашвілі — важкоатлет грузино-грецького походження, який з кінця 1990-х років виступав за Грецію. Один з чотирьох штангістів у світі, які здобували три рази поспіль золоті медалі на Олімпійських іграх.
- Віктор Мітру — срібний призер Олімпійських ігор 2000 року; і Дімітріос Тофалос — здобув золоту медаль на Олімпіаді 1906 року, встановивши рекорд, який залишався неперевершеним до 1914 року.

## Бойові мистецтва
Кікбоксинг — один з видів спорту, який має успішних послідовників в Греції. Майк Замбідіс — чинний чемпіон світу з кікбоксингу за версією W.I.P.U., здобував цей титул 15 разів, вважається найкращим кікбоксером у світі. Серед представників грецької діаспори в Австралії, Росії також кілька легенд, зокрема Стен Лонгінідіс, Тоска Петрідіс, Артур Цаконас, Евангелос Гуссіс.
Однак у Греції є досягнення й в інших бойові дисципліни. Зокрема Іліас Іліадіс — дзюдоїст, олімпійських чемпіон 2004 року (до 81 кг), чемпіон світу 2010 року (до 90 кг); олімпійський чемпіон, чемпіон світу з тхеквондо Міхаліс Муруцос, двократний олімпійський призер тхеквондист Александрос Ніколаїдіс; Елісавет Містакіду грецька тхеквондистка, срібна призерка Олімпіади 2004 року.

## Легка атлетика

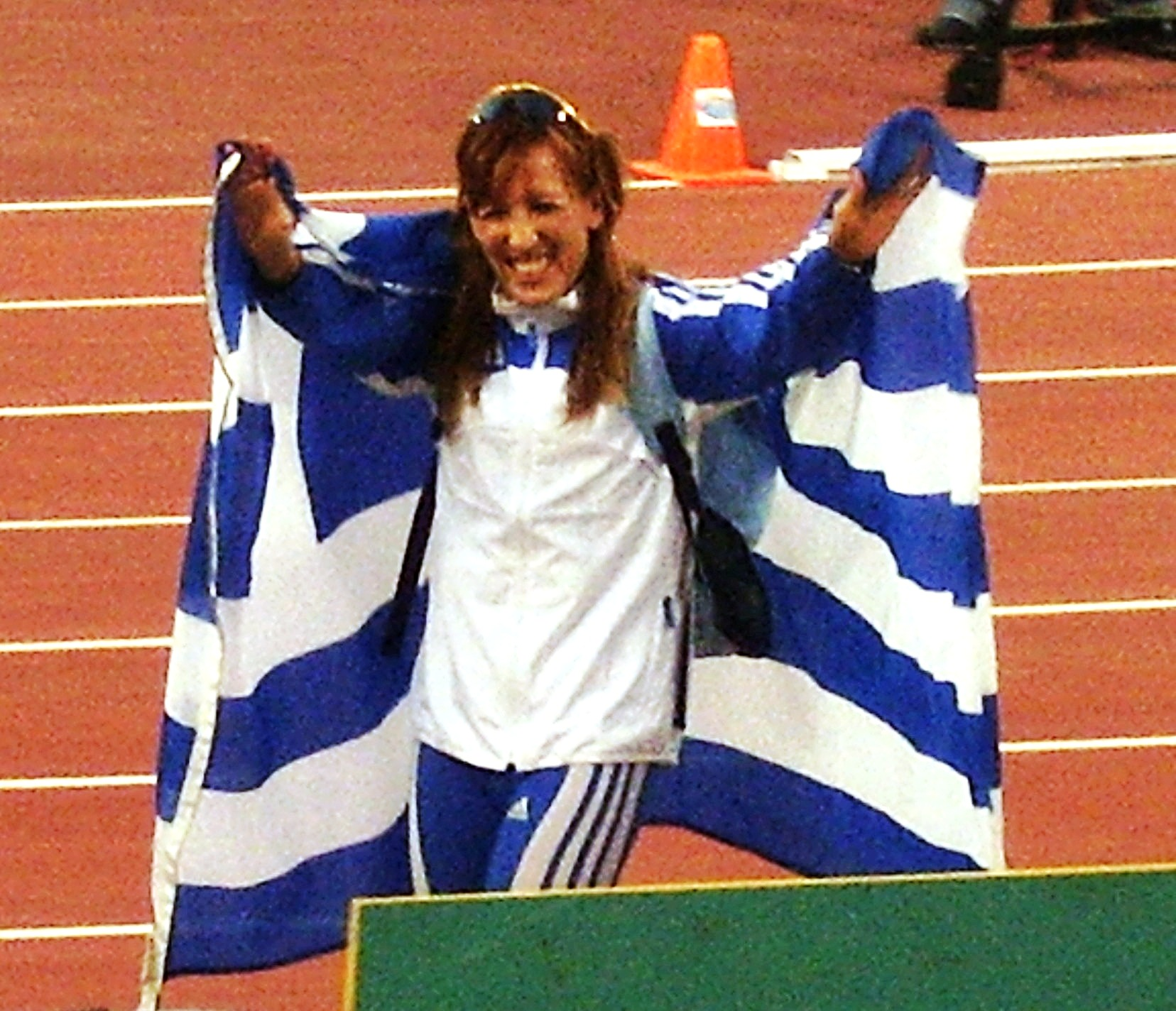
Хрисопії Деветзі

Легка атлетика — ще один індивідуальний вид спорту, в якому греки досягли успіхів, загалом завоювавши 29 медалей на Олімпійських іграх і 19 медалей на чемпіонатах світу з легкої атлетики. З 1972 року в Греції щорічно проводиться Афінський класичний марафон, удостоєний «золотого статусу» Міжнародної асоціації легкоатлетичних федерацій. 2006 року вперше відбувся нині щорічний Марафон «Александр Великий».
Серед найбільш титулованих грецьких легкоатлетів олімпійські чемпіони та призери: Фані Халкія, Перикліс Іаковакіс — із бігу з бар'єрами на 400 м; Нікі Бакоянні — зі стрибків у висоту; Анастасія Кеелсіду — з метання диска; Константінос Кентеріс — біг на 200 та 400 м; грецький спринтер Хараламбос Пападіас; Вула Патуліду — зі стрибків у довжину; Екатеріні Тану — спринт; Хрисопії Деветзі — у змаганнях з потрійного стрибка та стрибків у довжину; Софія Сакорафа, Константінос Гаціудіс — метання списа.

## Вітрильний спорт і морські види спорту
Греція омивається двома морями, Егейським та Іонічним, що сприяє популярності морських видів спорту і вітрильного спорту зокрема. Грецькі спортсмени завоювали 7 медалей у вітрильному спорті і 2 у веслувальному спорті на Олімпійських іграх, а також численні золоті медалі на світових і європейських першостях. Деякі серед найвідоміших грецьких спортсменів: Ніколаос Какламанакіс, Анастасіос Бунтуріс, пари Софія Бекатору та Емілія Цулфа, Васіліс Полімерос і Дімітріос Мугіос, Георгіос Заїміс. Серед сучасних плавців Греції Романос Аліфантіс, Іоанніс Дрімонакос, Ірістідіс Грігоріадіс, Спірідон Янніотіс, Томас Біміс, Ніколаос Сіранідіс. Цікаво, що серед олімпійських чемпіонів Греції з вітрильного спорту останній король Греції Костянтин II, в юності брала участь в олімпійських змаганнях за Грецію і Софія Грецька та Ганноверська.

## Теніс

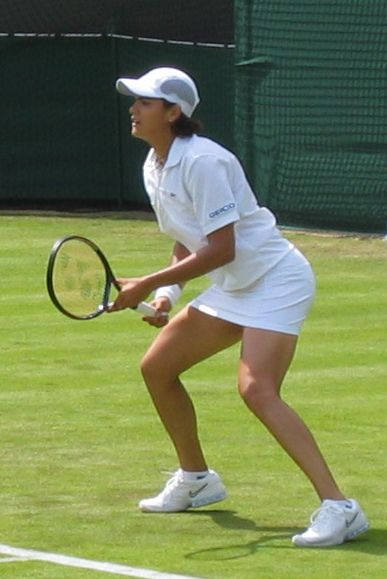
Елені Даніліду

Теніс у Греції за останні десятилітті також набув популярності, і вона продовжує зростати. Елені Даніліду — найуспішніша грецька тенісистка, за свою кар'єру здобула 5 титулів Жіночої тенісної асоціації. Декілька гравців грецького походження, такі як Піт Сампрас і Марк Філіппуссіс, стали широко відомими в усьому світі. Греко-кіпрська зірка Маркос Багдатіс має багато прихильників в Греції. Греція також має декілька інших гравців на міжнародному рівні, такі як Христина Пападакі, Ангелікі Канеллопулу, Васіліс Мазаракіс, Константінос Ікономідіс, Анна Герасіму та Ірині Георгату.

## Хокей
Вітчизняний хокей в Греції значно поступається в популярності футболу, баскетболу. Перша хокейна команда Греції була сформована в 1924 році в Афінах при Афінському тенісному клубі і це була команда хокею з м'ячем. Від 1976 до 1994 року, збірні грецькі хокейні (на траві) команди беруть участь у 12 різних турнірах за кордоном. В цей же період в Греції зародився й хокей з шайбою. З 1990-х років сформовані національні команди Греції з хокею (з м'ячем та шайбою), почали формуватися юнацькі колективи. З тих пір хокей став спортом в Греції й продовжував поволі здобувати собі прихильників. 1994 року засновано чотири нові клуби і в той же час засновано Грецьку федерацію хокею, яка стала повноправним членом Міжнародної федерації хокею.

## Олімпійські ігри

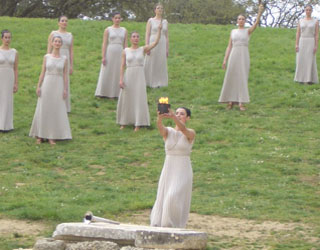
Марія Нафпліоту в Олімпії під час церемонії запалення олімпійського вогню, 2008 рік

23 червня 1894 року в Сорбонні відбувся перший конгрес Міжнародного Олімпійського комітету, який скликав барон П'єр де Кубертен. Товариш Кубертена грецький письменник Дімітріос Вікелас запропонував як місце проведення нових ігор Афіни, що символізувало б їх наступність давньогрецьким іграм.
З тих пір національна команда змагалися на всіх літніх Олімпійських іграх, стала однією з чотирьох країн, що зробили це за весь період становлення сучасних Олімпіад. Окремим символічним фактом є запалення Олімпійського вогню в Олімпії. Національна олімпійська збірна Греції традиційно відкриває Парад націй на церемонії відкриття будь-яких Олімпійських Ігор.

## Паралімпійські ігри
Греція, не зважаючи на свої давні олімпійські традиції, не відігравала ролі у зародженні паралімпійського руху та в організації Паралімпійських ігор. Вперше країна взяла участь у літніх Паралімпійських іграх 1976 року в Торонто, Канада, а у зимових не брала участі до 2002 року. Грецькі спортсмени вибороли шістдесят сім медалей різного ґатунку, серед них 13 золотих, 30 срібних і 24 бронзових. Відтак Греція посідає 48-е місце у загальній медальній таблиці за всю історію Паралімпіад. На відміну від Оліміпйських, на Паралімпійських іграх збірна Греції під час параду націй виходить за алфавітним порядком.